# غدد حنكية
تشكّل الغدد الحنكية (بالإنجليزية: palatine glands)‏ طبقة متتابعة على السطح الخلفي للغشاء المخاطي لشراع الحنك وحول اللهاة. وهي غدد مخاطية محضة.

## وصلات خارجية
- "Anatomy diagram: 05287.011-1". Roche Lexicon - illustrated navigator. Elsevier. مؤرشف من الأصل في 2014-01-01.